# Janusz Krasiński

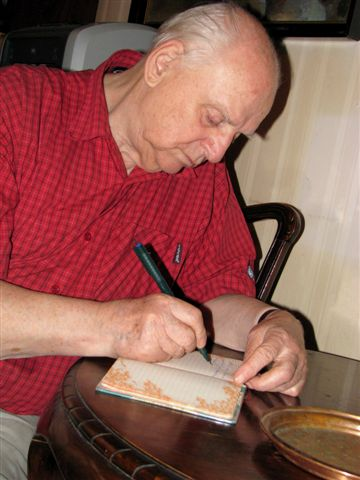
Janusz Krasiński, 2010

Janusz Krasiński (* 5. Juli 1928 in Warschau; † 14. Oktober 2012 ebenda) war ein polnischer Dramatiker, Dramaturg, Drehbuch- und Hörspielautor, Essayist und Journalist.

## Leben
Krasiński wurde 1941 im Alter von 13 Jahren im Durchgangslager 121 Pruszków inhaftiert, kam danach ins KZ Flossenbürg und war Überlebender des Todesmarsches von Hersbruck in Richtung Dachau. Diese Erlebnisse sind Thema seiner Erzählung Der Karren. Nach Kriegsende lebte er bis 1947 in der damaligen amerikanischen Besatzungszone und kehrte dann nach Polen zurück, wo er für die Spionageabwehr arbeitete.
Ab 1958 arbeitete er als Journalist für Zeitungen, Magazine und Radiosender. Er war an diversen Drehbüchern für polnische Filme beteiligt, u. a. an dem Film Wkrótce nadejda bracia („Bald kommen die Brüder“, 1986) von Kazimierz Kutz.

## Werke
Von Krasińskis umfangreichem literarischen und essayischen Werk sind bisher nur wenige Titel ins Deutsche übersetzt worden.
- Der Karren. Erzählung. Deutsch von Klaus Staemmler. Frankfurt am Main: Suhrkamp 1970. (Edition Suhrkamp. 388.)
- Filip mit der Wahrheit in den Augen. Vergnügliches Drama in 13 Bildern. Aus dem Polnischen von Klaus Staemmler. Frankfurt a. M.: S. Fischer, um 1965.
- Frühstück bei Desdemona. Stück in zwei Akten. Deutsch von Ilka Boll. München: Desch 1982.

## Hörspiele
In Deutschland sind erschienen:
- 1964: Die Schallmauer (Verlorener Sonntag) Eine Geschichte von achtunddreißig Umdrehungen – Übersetzung: Heinrich Kunstmann; Regie: Horst Loebe (Original-Hörspiel – RB/DLF)
- 1966: Tod auf Raten – Übersetzung: Heinrich Kunstmann; Regie: Otto Kurth (Originalhörspiel – SR)
  - Auszeichnung: Nominierung für den Prix Italia 1965 (betrifft das polnische Original)